# Plymouth (Pensilvania)
Plymouth es una entidad municipal o  borough ubicado en el condado de Luzerne en el estado estadounidense de Pensilvania. En el año 2000 tenía una población de 6,507 habitantes y una densidad poblacional de 2,287.4 personas por km².

## Geografía
Plymouth se encuentra ubicado en las coordenadas 41°14′31″N 75°56′53″O / 41.24194, -75.94806.

## Demografía
Según la Oficina del Censo en 2000 los ingresos medios por hogar en la localidad eran de $27,379 y los ingresos medios por familia eran $36,060. Los hombres tenían unos ingresos medios de $29,018 frente a los $20,429 para las mujeres. La renta per cápita para la localidad era de $14,207. Alrededor del 15.2% de la población estaba por debajo del umbral de pobreza.